# L-501
La L-501 és una carretera antigament provincial, actualment gestionada per la Generalitat de Catalunya. La L correspon a la demarcació provincial de Lleida. Té l'origen a la carretera L-500, en el terme de la Vall de Boí, en el quilòmetre 15,65, des d'on en un quilòmetre de pujada mena a Boí. Passa per un sol terme, el de la Vall de Boí, i, de fet, només toca el poble de Boí. En el seu quilòmetre de recorregut puja 38 metres. Ara bé, tot i que la carretera oficial mor a Boí, la seva prolongació puja en dos quilòmetres més a Taüll i encara en un altre més, al Pla de l'Ermita, des d'on una moderna pista també asfaltada duu fins a l'Estació d'esquí Boí-Taüll.